# 小行星7694
小行星7694（英語：7694 Krasetin）是一颗围绕太阳公转的小行星。1983年9月29日，安東寧·姆爾科斯在克列特发现了此天体。
这颗小行星的绝对星等为48.31109155856959等。